# Badminton Football Club
El Badminton Football Club fue un club chileno de fútbol de la ciudad de Valparaíso. Fue fundado el 13 de mayo de 1898 por inmigrantes ingleses y participaba de las competencias de la Asociación de Football de Chile hasta su desaparición.

## Historia

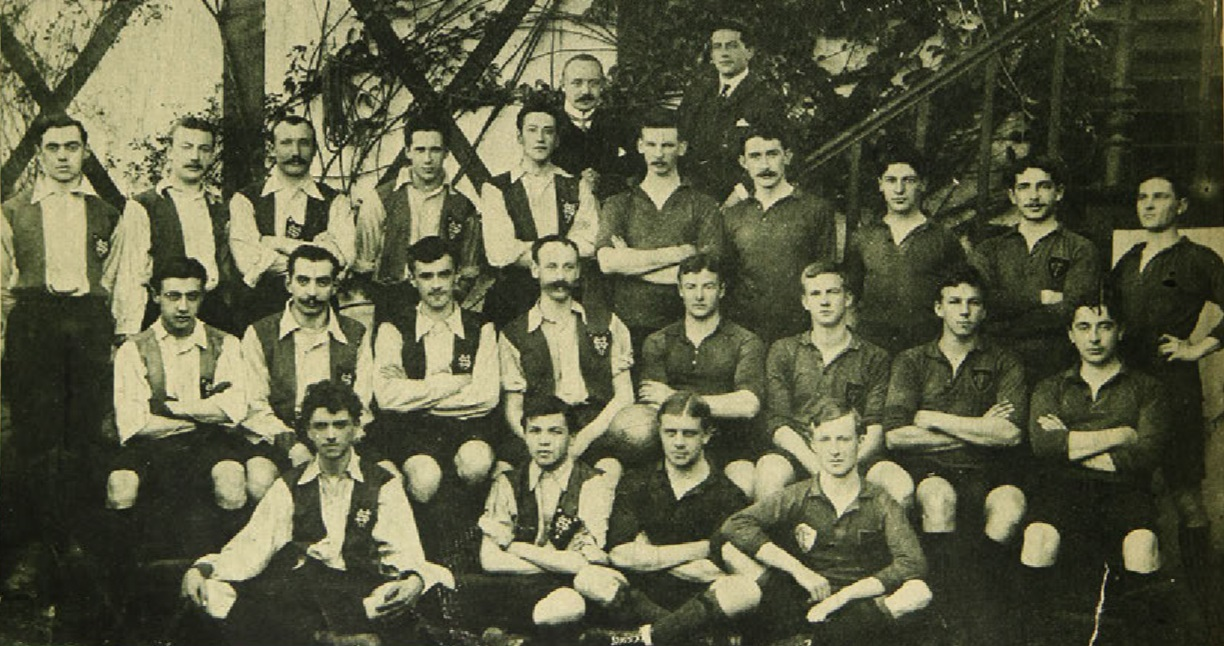
Jugadores de Santiago National y Badminton, que se enfrentaron en canchas del Club Hípico de Santiago el 28 de junio de 1903.

Badminton F. C. fue fundado en 1898 por inmigrantes ingleses avecindados en el puerto de Valparaíso, y disputó su primer encuentro el 5 de junio de 1898 en la derrota por 2-4 frente al Victoria Rangers F. C., de la misma ciudad. En esa ocasión, Badminton F. C. formó con: A. McFadzen; A. McLean, W. Morrison; A. Prain, Cannon, S. Price; Steel, Cumming, H. McFazden, J. Davies, R. Busbell y Gifford.
De forma anual, el club disputaba una copa de plata donada por El Mercurio con Santiago National, encuentro que se esperaba con una gran expectativa.
Badminton consiguió el título de campeón de la Copa Mac Clelland los años 1905, 1906 y 1908; de la Copa Sporting en 1906, 1908, 1910 y 1912, y de la «League» en la temporada de 1912. En el año 1914, el Badminton suspendió sus competencias debido a que varios de sus jugadores fueron a defender al Reino Unido en la Primera Guerra Mundial.

## Uniforme
El Badminton se caracterizaba por ocupar camisetas de color rojo.
| 1903-06 | 1907-08 | 1923 |

## Estadio
Según registros de 1905, Badminton contaba con una cancha al interior del Valparaíso Sporting Club de Viña del Mar.

## Jugadores

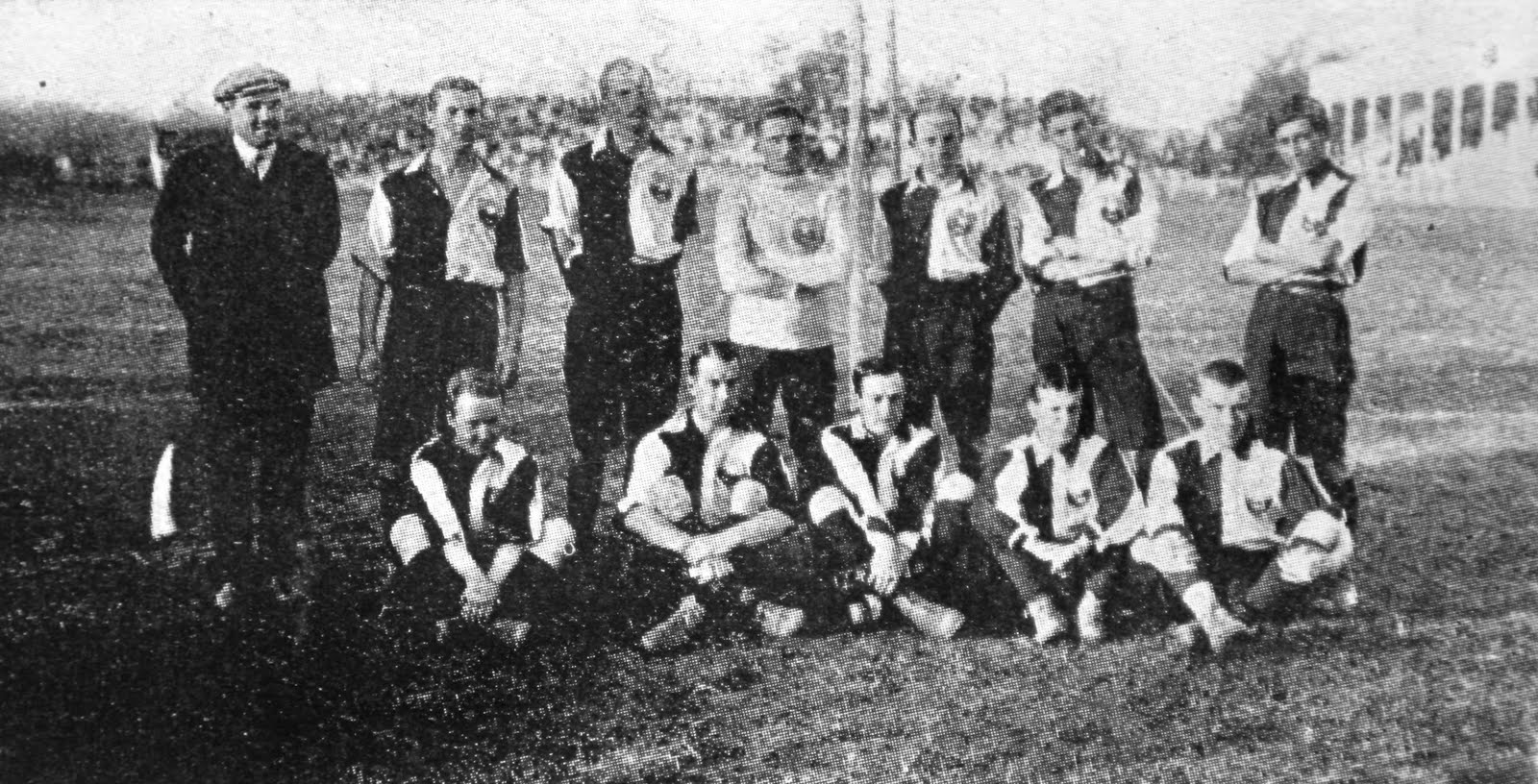
El plantel de la selección de fútbol de Chile, del 5 de junio de 1910, tuvo entre sus filas a tres jugadores del Badminton.

El Badminton contribuyó en gran medida en la conformación de la selección de fútbol de Chile. De hecho, el plantel que disputó el primer encuentro internacional, el 27 de mayo de 1910, frente a la selección de Argentina por la Copa Centenario Revolución de Mayo, estuvo compuesto por tres futbolistas de la institución: Andrés Hoyl, Frank Simmons y J. P. Davidson. El «interior» Frank Simmons fue, además, quien anotó el primer gol en la historia de la selección de Chile. 
Entre 1910 y 1922, un total de seis futbolistas del Badminton F. C. disputaron al menos un encuentro por la selección, siendo el último de ellos René Balbontín, quien disputó dos partidos en el Campeonato Sudamericano 1922 de Río de Janeiro, Brasil.

## Palmarés

### Torneos locales
- Liga de Valparaíso (4): 1905, 1906, 1908, 1912.[1]
- Copa Sporting (4): 1906, 1908, 1910, 1912.[1]

### Torneos amistosos
- Copa El Mercurio (4)[9]: 1905, 1908, 1912,[nota 1] 1913.